# Calle de Alcalá
A Calle de Alcalá Madrid központjáról keletre, enyhén északkeletre, Barajas és Alcalá de Henares felé a város leghosszabb, több mint 10 km hosszú útja. A Calle Mayor folytatásaként Madrid legfontosabb sugárútja.
Madrid legrégebbi városmagjának keleti határa a Plaza Puerta del Solnál volt, innen indul a Calle de Alcalá, vagyis az Alcalá felé vezető út. A San Blas kerület Canillejas és Barajas Alameda de Osuna ("Osuna-piac") negyede találkozásánál az E90-nel fut tovább és a tőle észak felé induló Paseo Alameda de Osuna és más utak kötik a repülőtérhez.

## Főbb látnivalók a repülőtérig
- Circulo de Bellas Artes, művészeti központ
- Kübelék tere és Paseo del Prado, Madrid egyik fő közlekedési csomópontja, társadalmi események fontos színhelye
- Plaza de la Indenpencia, Puerta de Alcalá
- A Jardines del Retiro de Madrid északi bejárata Madrid Salamanca kerülete felől, népszerű park a régi belváros keleti szélén, a budapesti Városligethez hasonló méretű, de éjjel zárva van.
- Casa Árabe
- Manuel Becerra tér, Eva Duarte park
- Plaza de Toros de las Ventas, a bel- és külvárost választó ("külső körút"), az M30 határánál.
- Suanzes park

## Története
Az út, amint azt a rómaiak is felfedezték egy természetesen útvonal az Henares és a Meaques között. Számos neve volt, de Madrid felől nézve a XX. századig alapvetően az Aragónia felé vezető útként tekintettek rá, ezt a szerepet ma már inkább az E90 kivezető szakasza az Avenida de América tölti be, amivel a repülőtér előtt találkozik.
A Calle de Alcalá különösen sokat fejlődött a XIX.-XX. század fordulójától, először Ciudad Lineal kiépülésével, majd, amikor az Abroñigal patakot föld alá vezetve kiépült az M-30.